# Кроноцко езеро
Кро̀ноцко езеро (на руски: Кроноцкое озеро) е голямо сладководно езеро в Азиатската част на Русия, Камчатски край. С площ от 245 km² е 2-рото по големина езеро в Камчатски край след езерото Нерпиче и 50-о по големина в Русия.

## Географска характеристика

### Географски показатели
Кроноцкото е разположено в югоизточната част на полуостров Камчатка, в югоизточните склонове на Валаганския хребет (част от големия Източния хребет), западно от вулкана Кроноцка сопка (3521 m) и северно от вулкана Крашенинников (1858 m), на 372 m н.в.
Дълго време се е смятало, че езерото се е формирало в калдера на изгаснал вулкан, но впоследствие е било доказано, че се е образувало преди около 10 хил. години в резултат на преграждането на древната долина на Кроноцка река с мощни (до 200 m) лавови и пирокластични скали, изхвърлени от близките вулкани – Кроноцка сопка и Крашенинников. Кроноцкото езеро има форма на равнобедрен триъгълник, „бедрата“ на който се намират в подножията на двата вулкана, а „основата“ е обърната към югоизточните склонове на Валаганския хребет. Площта на езерото е 245 km², с дължина от североизток на югозапад 24 km, максимална ширина 18 km, дължина на бреговата линия 134 km, обем 14,2 km3, средна дълбочина 58 m, максимална 136 m. В източната част на езерото са разположени 11 малки острова с обща площ от 0,5 km², наименувани на участниците в експедицията от 1908 – 10 година: Комаров, Конрад, Бер и др.

### Водосборен басейн
Площта на водосборния басейн на езерото е 2330 km². В него се вливат около 30 реки, по-големите от които са: Унана и Узон от юг, Лиственична и Северна от север. От югоизточния му ъгъл изтича река Кроноцка (40 km), която се влива в Кроноцкия залив на Тихия океан. Част от водите на езерото се оттичат и подземно.

### Хидроложки показатели
Подхранването на Кроноцкото езеро е снежно и дъждовно. Максимално водно ниво се наблюдава през юли, а минимално – през май, като годишното колебание на водното нивото е от 0,5 до 1,5 m. Замръзва в края на декември, а се размразява през юни, като дебелината на ледената кора достига до 1 m. По термичен режим езерото се отнася към хладните езера, като в него ясно се проследява характерните за различните сезони температурна стратификация: зимата обратна, а лятото права. През месец юли и края на месец октомври настъпва период на хомотермия (изравняване на температурата на водата в различните слоеве), като есенната продължава близо месец. Даже и през лятото водата в езерото се характеризира с относително ниски температури, като максималните са през септември: 8 – 11 °C в залива Кродокиг и 15 – 16 °C в залива Камчадали.
Минерализацията на водата в дълбочина и на повърхността се изменя незначително и не превишава 100 мг/л. Водата в изтичащата от езерото Кроноцка река по състав се отнася към хидрокарбонатния клас и съответно калциево-натриевата и калциево-магнезиевата група, със слаба минерализация (60 мг/л) и е много мека. Прозрачността е висока – от 3 до 6 m, в зависимост от сезона.

## Стопанско значение
По брега на езерото и в неговия водосборен басейн няма постоянни населени места. В него гнездят колонии от тихоокеански чайки и лебеди. Кроноцкото езеро влиза в състава на „Кроноцкия държавен природен биосферен резерват“ и е обект на Световното природно наследство на ЮНЕСКО „Вулканите на Камчатка“ от 1996 г.

## Изследване на езерото
Първото описание на Кроноцкото езеро извършва руският географ Степан Крашенинников през 1740 г. Първите научни физикогеографски сведения за езерото са събрани от участниците в спонсорираната от Фьодор Павлович Рябишински през 1908 – 1910 г. експедиция: Владимир Леонтиевич Комаров, Пьотър Юлиевич Шмид, Юлий Михайлович Шокалски и др, като събраната информация е обработена и публикувана през 1915 г.

## Топографски карти
- Лист от карта N-57-XI. Мащаб: 1 : 200 000. Указать дату выпуска/состояния местности.